# Ловар Дмитро Миколайович
Дмитро́ Микола́йович Ловар (позивний «Борода»; 20 червня 1972, Кіровоград, нині Кропивницький — 31 жовтня 2023, с. Леонівка, Чернігівська область) — український військовослужбовець, сержант Сил спеціальних операцій Збройних сил України, учасник російсько-української війни. Кавалер ордена «За мужність» III ступеня (2024, посмертно).

## Життєпис
Дмитро Ловар народився 20 червня 1972 року в місті Кіровограді (нині Кропивницький).
Навчався в Чернігівській середній школі. Не закінчив Чернігівську політехніку, оскільки його призвали на строкову службу. Працював інженером на будівництві.
Після АТО став одним із засновників ГО "Спілка учасників бойових дій та активних громадян", яка об'єднала багатьох чернігівських ветеранів і в майбутньому стала одним із центрів опору російським загарбникам.
2016 року в Чернігові приняв участь в заснуванні ветеранського центру спеціальної підготовки «Вовкулака». Займався бойовою підготовкою цивільних і військовослужбовців Збройних сил України.
Учасник АТО. Після початку широкомасштабного російського вторгнення служив у Силах спеціальних операцій Збройних сил України.
Під час виконання спеціального завдання у складі групи Сил спеціальних операцій, 31 жовтня 2023 року, героїчно загинув, разом із майором Кудабековим А.З., відбиваючи атаку ворожої диверсійно-розвідувальної групи в селі Леонівка на Чернігівщині.
Похований 3 листопада 2023 року на кладовищі «Яцево» міста Чернігова. Залишилися батько, дружина та двоє дітей.

## Нагороди
- орден «За мужність» III ступеня (18 червня 2024, посмертно) — за особисту мужність, виявлену у захисті державного суверенітету та територіальної цілісності України[3];
- нагрудний знак «Знак пошани»;
- відзнака командира 8 опСпП;
- відзнака Батальйону спеціального призначення ім. генерала Кульчицького;
- медаль «За оборону Чернігова» (посмертно).